# ジュジャーク・バラージュ
ジュジャーク・バラージュ（Dzsudzsák Balázs、1986年12月23日 - ）は、ハンガリー出身のサッカー選手。ポジションはMF。ハンガリー代表の現主将。

## 経歴

### デブレツェニVSC
2005年にデブレツェニVSCでプロデビューを果たした。2007年にはリーグ3連覇に貢献し、ハンガリー年間最優秀選手賞を獲得した。

### PSVアイントホーフェン
2007年10月24日、PSVアイントホーフェンへ5年契約を結んだ。本来2008年の夏にチームに合流する予定であったが、その当時PSVにいたケネス・ペレスの助言により2008年1月に移籍した。
2008年1月12日、フェイエノールト戦でエールディヴィジデビューを飾った。この試合はフェイエノールトが1-0で勝利した。この試合で90分間フルにプレーし、3本のシュートを記録した。次の週のVVVフェンロー戦で初ゴールを決めた。この試合は1-1で引き分けた。1月23日のスパルタ・ロッテルダム戦で初アシストを記録した。2007-2008シーズンはリーグ戦17試合に出場し3ゴールを決め、リーグ優勝に貢献した。
2009年2月5日、ADOデン・ハーグ戦で初ハットトリックを記録した。最終的に2008-2009シーズンは32試合に出場し11ゴール、9アシストを記録した。
2009年8月15日、アヤックス戦で2ゴール、1アシストを決め、4-3での勝利に貢献した。

### FCアンジ・マハチカラ
2011年6月12日、ロシア・プレミアリーグに所属するFCアンジ・マハチカラに4年契約で移籍をし、中断期間中に行われていた合宿に参加をした。8月6日、第19節のFCトム・トムスク戦でデビューをした。8月27日、第22節のFCロストフ戦では前半10分に負傷交代をした。検査の結果、鎖骨の骨折と診断され2ヶ月をようする事が報告され10月29日、第29節のFCアムカル・ペルミ戦で復帰をした。

### FCディナモ・モスクワ
冬の移籍期間中である2012年1月12日にFCディナモ・モスクワへ4年契約で移籍をし背番号は7となった。

### ブルサスポル
2015年8月16日、ブルサスポルに移籍した。

## 代表歴
ハンガリー代表として2007年6月2日にギリシャ戦で代表デビューを飾った。2008年5月24日にギリシャ代表戦で代表初ゴールを決めた。

## エピソード
- EAスポーツが手掛けるサッカーゲームFIFA12 ワールドクラスサッカーのハンガリー版で表紙に選ばれた[6]。

## 獲得タイトル

### クラブ
- デブレツェニVSC
  - ハンガリーリーグ：2004-05,2005-06,2006-07
  - ハンガリー・カップ：2007
  - ハンガリースーパーカップ：2005,2006,2007
- PSVアイントホーフェン
  - エールディヴィジ：2007-2008
  - ヨハン・クライフ・シャール：2008
- アル・ワフダ・アブダビ
  - UAEプレジデントカップ：2016-17

### 個人
- ハンガリー年間最優秀選手賞：2007
- ハンガリー年間最優秀選手賞：2010